# Montferri
Montferri est une commune d'Espagne dans la communauté autonome de Catalogne, province de Tarragone, de la comarque de Alt Camp.

## Géographie
Commune située au sud-est de la comarque de Alt Camp, sur la rive gauche du río Gaià.

## Lieux et monuments

### Le sanctuaire de Montserrat à Montferri

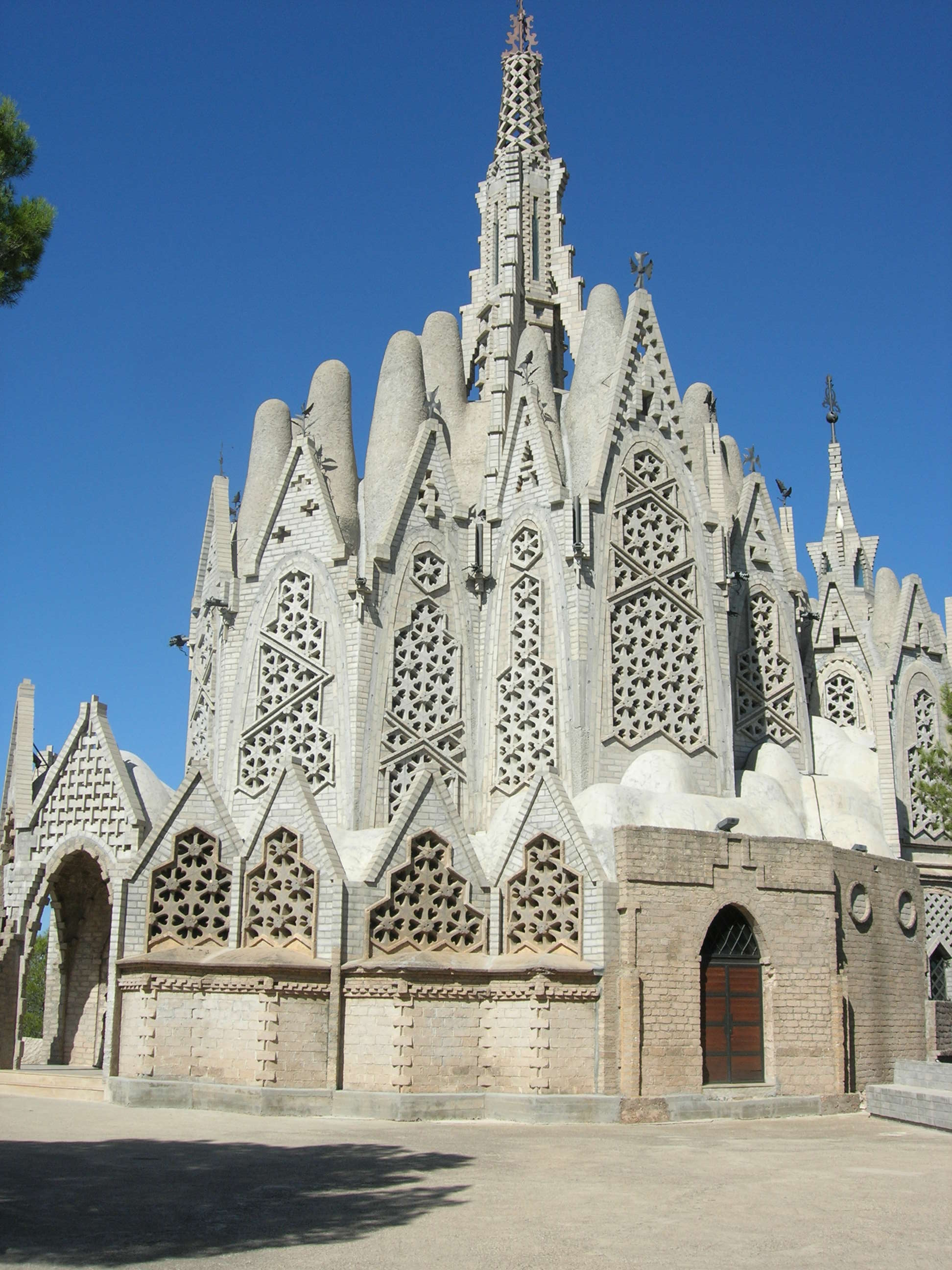
Le sanctuaire de Montferri.

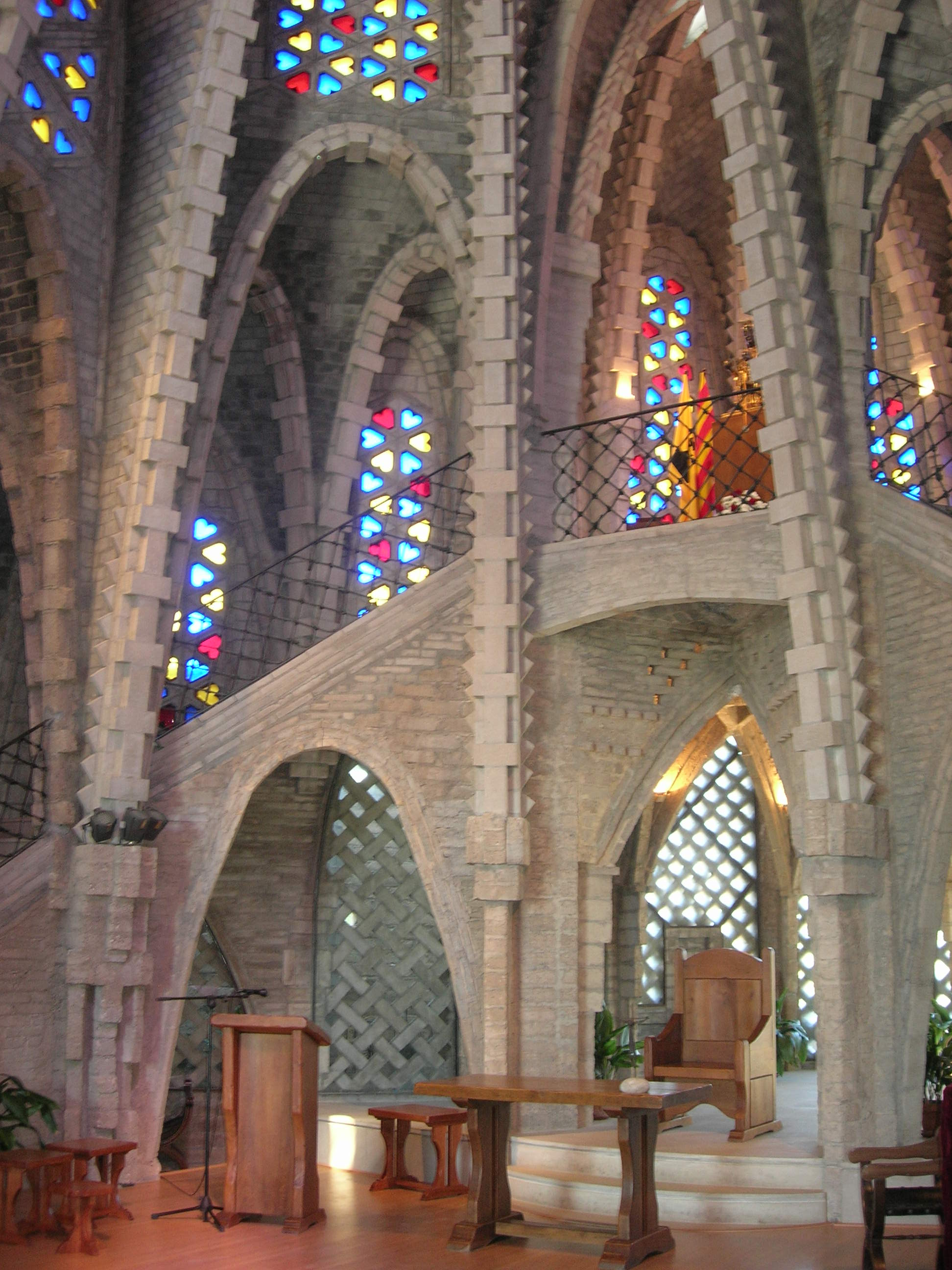
Intérieur du sanctuaire de Montferri.

Le 25 mai 1922 le jésuite Daniel Maria Vives, originaire de Montferri, décide de construire un sanctuaire au sommet d'une colline située à l'extérieur de Montferri, pour la dédier à la Vierge de Montserrat. Le projet en est conçu, à l'image de la montagne de Montserrat, par l'architecte moderniste Josep Maria Jujol (1879-1949), disciple d'Antoni Gaudí.
La première pierre en est posée le 15 novembre 1925. Les travaux sont ensuite interrompus et ne recommencent qu'en 1989. Le 30 mai 1999 le sanctuaire est consacré.
La structure de l'édifice, composé à partir de 120 arcs, présente la forme d'un bateau orienté vers Montserrat.